# Sympetrum vulgatum
El pixaví muntanyenc (Sympetrum vulgatum) és una espècie d'odonat anisòpter de la família Libellulidae.

## Descripció
El cos fa de 35 a 40 mm. El mascle adult té el tòrax groguenc i vermell i l'abdomen vermell. La femella és d'un groc bru clar.
Sympetrum vulgatum es distingeix de Sympetrum striolatum per la seva estreta banda negra del front que baixa pel costat de cada ull (excepte en les subespècies d'Espanya i de Turquia).

## Distribució
Eurasiàtica: comú a Europa, al nord d'Espanya, a França (excepte al quart sud-oest, Bretanya i Normandia).
Migra esporàdicament a Anglaterra, és freqüent al sud dels països escandinaus, fins a l'Europa de l'Est i part de l'Àsia (on és escàs al sud).
És una espècie present a Catalunya i a la península Ibèrica.

## Hàbitat
Les larves viuen en aigües estancades bastant riques en vegetació.
Els adults volen de juny a novembre. Els immadurs s'allunyen de l'aigua i a vegades migren.

## Galeria d'imatges

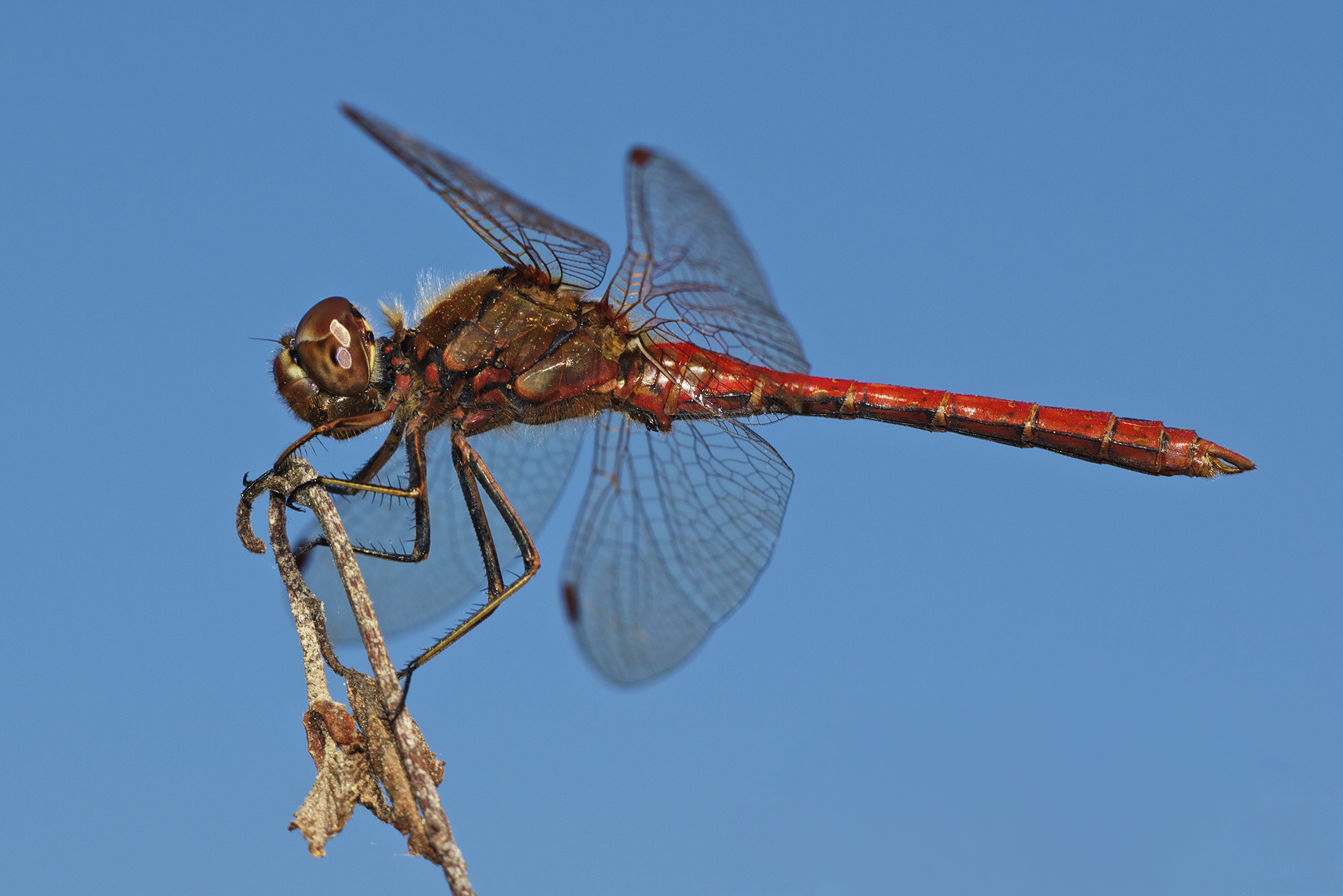
Mascle
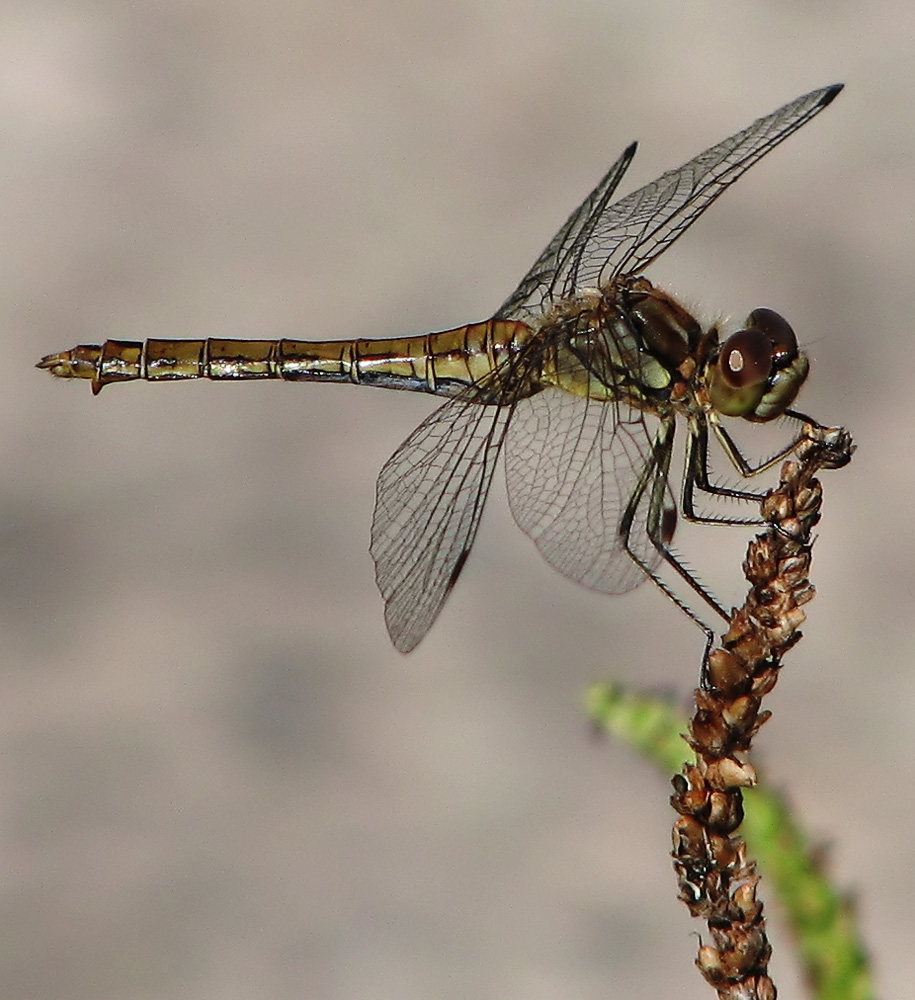
Femella
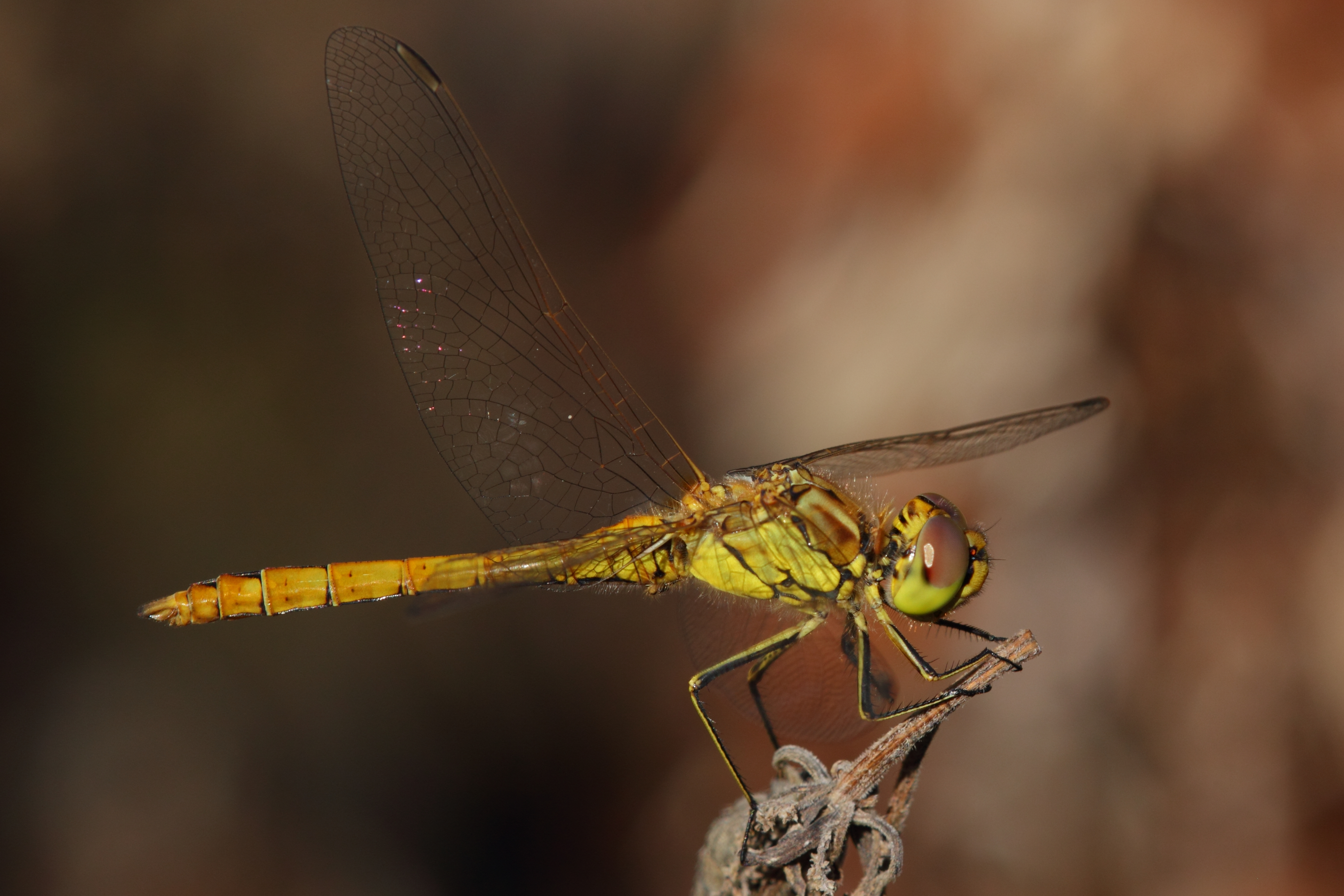
Mascle jove
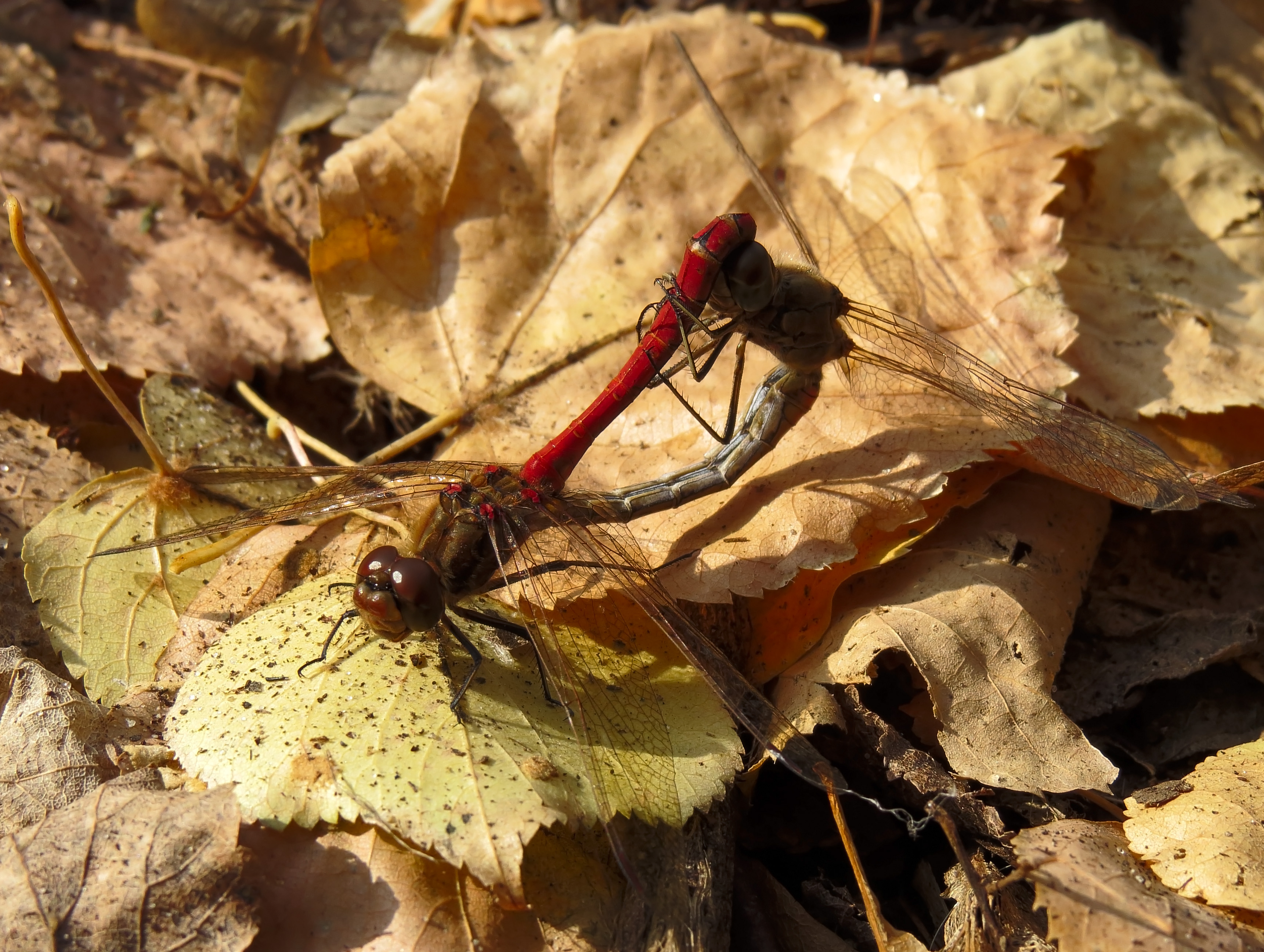
Còpula